# Jăltopop, Stara Zagora
Jăltopop (în bulgară Жълтопоп) este un sat în comuna Gurkovo, regiunea Stara Zagora,  Bulgaria. 

## Demografie
Componența etnică a satului Jăltopop
     Nicio identificare (100%)
     Altele (0%)
La recensământul din 2011, populația satului Jăltopop era de 2 locuitori. . Pentru 100% din locuitori nu este cunoscută apartenența etnică.